# 小沢グループ
小沢グループ（おざわグループ）は、民主党のグループ。小沢一郎を支持した複数のグループの呼称である。小沢一郎の民主党離党により民主党内のグループとしては消滅したが、2020年に結党した立憲民主党の党内グループとして今も活動している。

## 概説
2003年（平成15年）の民由合併によって解散した旧自由党出身の議員を指していた。当初は政党内政党は避けようという観点からほとんど会合なども行われなかった。その後、2004年（平成16年）6月に当時当選1回〜2回の議員を対象とした小沢主宰の勉強会一新会（いっしんかい）が発足し、これ以降徐々に会合等を開くようになる。この一新会に加え、2005年（平成17年）秋、第44回衆議院議員総選挙の惨敗により、新たに発足した落選者や候補者を対象とした一新会倶楽部（いっしんかいくらぶ）が発足した。2006年（平成18年）に小沢が党代表に就任し、候補者擁立に采配を振るったこともあり、2007年（平成19年）の第21回参議院議員通常選挙、2009年（平成21年）の第45回衆議院議員総選挙でそれぞれ民主党が大勝すると、当選した新人議員の多くが加入し、党内最大派閥となった。
第45回衆院総選挙後、一新会と一新会倶楽部の統合が検討されたが党内外に警戒感を招くとの考えから一新会倶楽部を議員組織に格上げして存続させることとなり、小沢グループが計3つ存在することとなった。また、旧自由党グループに国民新党出身の議員も参加することとなった。2010年（平成22年）秋に一新会倶楽部はより結束力が高い政治団体北辰会に衣替えした。
政策的には旧自由党時代は右派的、新自由主義的なものが多かったが、小沢の政策の変化に加え新人議員の取り込みの過程で様々な立ち位置の議員が所属したことからそういった傾向は薄れていった。旧自由党出身で当初小沢グループと見られていた議員の中でも、渡辺秀央、大江康弘のように小沢と対立し離党した議員や藤井裕久、平野達男のように党内の反小沢の立場に転じた議員もいる。小沢同様、選挙に向けて自民党との対立軸を鮮明にする傾向があり、対案路線を掲げる前原グループや野田グループとは対立することが多かった。
ここに挙げたグループのメンバー以外にも小沢の影響下にある議員は多数存在し、特に第21回参議院議員通常選挙と第45回衆議院議員総選挙で初当選した議員の多くは俗に小沢チルドレンとマスメディアで呼ばれた。
鳩山政権下では、前原グループや野田グループ出身の松本剛明や細野豪志、原口一博、横路グループの高嶋良充などの登用も目立った。特に細野や高嶋は幹事長室への陳情の集約を任されるなど信任が厚かった。
2011年（平成23年）12月21日、小沢を支持する三つのグループが勉強会「新しい政策研究会」を発足させた。2011年12月、小沢を支持する内山晃ら9人の民主党所属の議員が「新党きづな」を結成して集団離党する。さらに2012年（平成24年）7月、当の小沢が計48人の議員を率いて民主党を集団離党して新党「国民の生活が第一」を結成した。新党結成後も一部の議員は民主党内に残ったが、この時点で民主党内の小沢系グループは消滅したとされる。
国民の生活が第一はその後、日本未来の党、生活の党へと移行したが、相次ぐ国政選挙でこれらの党に所属する議員が多数落選するなど小沢の求心力の衰えが指摘されるようになった。2014年12月の第47回衆議院議員総選挙に対しては小沢は「今回は生き残ることを優先したらいい。生き残っていれば、いずれまた一緒にできる」と述べ、他党（民主党や維新の党）からの立候補を公然と認めるようになった。2017年10月の第48回衆議院議員総選挙においても小沢は自由党（生活の党から改称、2003年に解散した旧自由党とは同名の別政党）所属議員の希望の党や立憲民主党からの立候補を容認する姿勢を示したことから、小沢グループ出身議員は複数の政党に所属する状況となっている。
自由党は2019年4月に国民民主党に合流し、2020年9月には国民民主党の一部と立憲民主党が合流した。この際に行われた新党代表・党名選挙では合流新党（新「立憲民主党」）に参加する国民民主党議員のうち約10人が小沢一郎のグループに所属していると報じられ、同グループは代表選では枝野幸男を支持した。2023年に小沢が会長を務めるグループ「一清会」が正式に発足した。
2011年（平成23年）に発足した21世紀国家ビジョン研究会（小沢鋭仁グループ）と区別する為、小沢一郎グループとも呼ばれる。

## 旧自由党グループ
自由党に所属、または自由党公認で立候補した経験がある国会議員より成るグループ。自由民主党羽田派、新生党、新進党との連続性から、いわゆる保守本流（田中派）の流れを汲む。

### 過去の在籍者

#### 衆議院議員
- 立憲民主党
  - 小沢一郎[注 1]（19回、岩手3区）
  - 菊田真紀子[注 2]（8回、新潟4区）
  - 小宮山泰子[注 3]（8回、埼玉7区）
  - 松木謙公[注 4]（7回、北海道2区）
  - 佐藤公治[注 5]（5回・参院1回、広島5区）
  - 岡島一正[注 6]（4回、比例南関東・千葉3区）
- 日本保守党
  - 河村たかし（6回、愛知1区）

#### 参議院議員
- 立憲民主党
  - 森裕子[注 7]（4回、比例区）
  - 木戸口英司（2回、岩手県）

#### 元衆議院議員
- 自由党
  - 東祥三[注 8]（5回、東京15区）
  - 山岡賢次[注 9]（5回・参院2回、栃木4区）
  - 古賀敬章[注 10]（2回、福岡4区）
- 民進党
  - 中井洽（11回、三重1区）
  - 藤井裕久[注 11]（7回・参院2回、比例南関東）
  - 石原健太郎（3回・参院2回、比例東北・福島1区）
  - 中塚一宏（3回、神奈川12区）
  - 鈴木淑夫（2回、比例東京・東京6区）
- 立憲民主党
  - 樋高剛[注 12]（3回、神奈川18区）
  - 村上史好[注 13]（3回、比例近畿・大阪6区）
  - 梶原康弘[注 14]（2回、兵庫5区）
  - 豊田潤多郎[注 15]（2回、比例近畿）
  - 渡辺浩一郎[注 16]（2回、比例東京）
  - 川島智太郎[注 17]（1回、比例東京）
  - 黒田雄[注 18]（1回、千葉2区）
- 自由民主党
  - 高橋嘉信（1回、比例東北）
- その他
  - 黄川田徹[注 19]（6回、岩手3区）
  - 西村眞悟[注 20]（6回、比例近畿・大阪17区）
  - 山田正彦[注 21]（5回、長崎3区）
  - 塩田晋（5回、比例近畿・兵庫10区）
  - 武山百合子（4回、比例北関東・埼玉13区）
  - 達増拓也（4回、岩手1区）
  - 高山智司[注 22]（3回、埼玉15区）
  - 土田龍司（2回、比例南関東・神奈川6区）
  - 都築譲（2回・参院1回、比例東海・愛知15区）
  - 古賀潤一郎（1回、福岡2区）
  - 藤島正之（1回、比例九州）
  - 渡辺義彦[注 23]（1回、比例近畿）

#### 元参議院議員
- 自由党
  - 工藤堅太郎（1回・衆院2回、比例区）
- 国民民主党
  - 広野允士[注 24]（2回・衆院1回、比例区）
  - 平野貞夫（2回、比例区）
- 立憲民主党
  - 一川保夫（1回・衆院3回、石川県）
- 民進党
  - 西岡武夫（2回・衆院11回、比例区）
- 日本維新の会
  - 室井邦彦[注 25]（3回・衆院1回、比例区）
- 自由民主党
  - 平野達男[注 26]（3回、岩手県）
  - 大江康弘[注 27]（2回、比例区）
- その他
  - 田村秀昭（3回、比例区）
  - 渡辺秀央[注 28]（2回・衆院6回、比例区）

1. ↑  2012年7月に民主党除籍。その後の所属は国民の生活が第一→日本未来の党→生活の党→生活の党と山本太郎となかまたち→自由党→国民民主党(無派閥)→立憲民主党。
2. ↑  小沢グループ離脱後の所属は川端グループ→前原グループ→小勝会。2017年10月に民進党離党。その後は無所属→立憲民主党。
3. ↑  2012年7月に民主党除籍。その後の所属は国民の生活が第一→日本未来の党→生活の党。2014年11月に復党。2017年10月に希望の党に合流。2018年5月に国民民主党結党に参加し、2020年9月に入党。
4. ↑  2011年6月に民主党除籍。無所属→新党大地→維新の党→民進党（旧維新の党グループ→松野グループ）→希望の党→国民民主党を経て、2020年9月に入党。
5. ↑  2012年7月に民主党離党。その後の所属は国民の生活が第一→日本未来の党→生活の党→生活の党と山本太郎となかまたち→自由党→希望の党→無所属→立憲民主党。
6. ↑  2012年7月に民主党除籍。その後の所属は国民の生活が第一→日本未来の党→生活の党→生活の党と山本太郎となかまたち→自由党→立憲民主党→立憲民主党。
7. ↑  2012年7月に民主党離党。その後の所属は国民の生活が第一→日本未来の党→生活の党→生活の党と山本太郎となかまたち→無所属→自由党→国民民主党→立憲民主党。
8. ↑  2012年7月に民主党除籍。その後の所属は国民の生活が第一→日本未来の党→生活の党→生活の党と山本太郎となかまたち→自由党。
9. ↑  2012年7月に民主党除籍。その後の所属は国民の生活が第一→日本未来の党→生活の党→生活の党と山本太郎となかまたち→自由党。
10. ↑  2012年7月に民主党除籍。その後の所属は国民の生活が第一→日本未来の党→生活の党→生活の党と山本太郎となかまたち→自由党。
11. ↑  小沢グループ離脱後の所属は無派閥。
12. ↑  2012年7月に民主党除籍。その後の所属は国民の生活が第一→日本未来の党→生活の党→生活の党と山本太郎となかまたち→自由党→希望の党→自由党→立憲民主党。
13. ↑  2012年7月に民主党除籍。その後の所属は国民の生活が第一→日本未来の党→生活の党→生活の党と山本太郎となかまたち→自由党→立憲民主党→立憲民主党。
14. ↑  2017年10月に希望の党に合流。2019年5月に国民民主党に不参加。無所属を経て2019年5月に入党。
15. ↑  2011年12月に民主党除籍。その後の所属は新党きづな→国民の生活が第一→日本未来の党→生活の党→生活の党と山本太郎となかまたち→自由党→立憲民主党。
16. ↑  2011年12月に民主党除籍。その後の所属は新党きづな→国民の生活が第一→日本未来の党→生活の党→生活の党と山本太郎となかまたち→自由党→国民民主党→立憲民主党。
17. ↑  2012年7月に民主党除籍。その後の所属は国民の生活が第一→日本未来の党→生活の党→生活の党と山本太郎となかまたち→自由党→国民民主党→立憲民主党。
18. ↑  2012年7月に民主党除籍。その後の所属は国民の生活が第一→日本未来の党→生活の党→生活の党と山本太郎となかまたち→自由党→立憲民主党。
19. ↑  小沢グループ離脱後の所属は細野派→旧細野グループ。2019年5月に国民民主党離党。その後の所属は立憲民主党。
20. ↑  2005年11月に民主党除籍。その後の所属は無所属→改革クラブ→無所属→たちあがれ日本→太陽の党→日本維新の会→無所属→太陽の党→次世代の党→日本のこころを大切にする党→日本のこころ
21. ↑  2012年11月に民主党除籍。その後の所属は減税日本・反TPP・脱原発を実現する党→日本未来の党→みどりの風。
22. ↑  小沢グループ離脱後の所属は細野派→旧細野グループ→一丸の会。2017年10月に希望の党に合流。
23. ↑  2011年12月に民主党除籍。その後の所属は新党きづな→国民の生活が第一→日本未来の党→生活の党→生活の党と山本太郎となかまたち→自由党→無所属。
24. ↑  2012年7月に民主党離党。その後の所属は国民の生活が第一→日本未来の党→生活の党→生活の党と山本太郎となかまたち→自由党→国民民主党。
25. ↑  2013年4月に民主党離党。その後の所属は日本維新の会→維新の党→おおさか維新の会→日本維新の会。
26. ↑  小沢グループ離脱後の所属は玄葉グループ。2013年3月に民主党除籍。その後の所属は無所属（所属会派は「新党改革・無所属の会」）→自由民主党。
27. ↑  2008年9月に民主党除籍。その後の所属は改革クラブ→無所属→幸福実現党→無所属→自由民主党。
28. ↑  2008年9月に民主党除籍。その後の所属は改革クラブ→新党改革。

## 一新会
2004年（平成16年）6月16日に小沢を支持する1期〜3期の衆議院議員を中心に結成された。菅政権の時代には代表幹事に鈴木克昌、会長代行に奥村展三が就任し事務を取り仕切っていた。グループ名は自由党のスローガンであった「日本一新」に由来する。国会会期中は毎週木曜日に定例会を開催し、それ以外でも多くの勉強会を開催した。民主党の他のグループ同様、緩やかな繋がりにすぎず、議員によって小沢との距離に大きな差があるが、マスコミには他の小沢グループと一括して扱われることがあった。川端グループや鳩山グループに所属する議員も多かった。
2004年（平成16年）9月と2006年（平成18年）9月に、箱根で、地方議員や各地の後援者を含めた全国研修会を開いた。
第44回衆議院議員総選挙後、一新会は党内最大派閥となり、小沢が幹事長に就任した。副幹事長を側近議員で固め、鳩山政権の政策決定においても影響力を利かせるようになった。
しかし、小沢の献金問題などの不祥事で内閣支持率が激減して内閣は総辞職し、小沢も幹事長の離任を余儀なくされる。その後の代表選では小沢が支援した樽床伸二が敗北し、代表選後の役員人事改造では国会対策委員長に樽床が起用された他は軒並み小沢と距離を置く議員で固められ、一新会は反主流派に転落した。

### 過去の在籍者
衆議院議員
- 自由民主党
  - 山口壮[注 1]（8回、兵庫12区）
- 立憲民主党
  - 海江田万里[注 2]（9回、東京1区）
  - 菊田真紀子[注 3]（8回、新潟4区）
  - 小宮山泰子[注 4]（8回、埼玉7区）
  - 田嶋要[注 5]（7回、千葉1区）
  - 牧義夫[注 6]（8回、愛知4区）
  - 階猛[注 7]（7回、岩手1区）
  - 篠原孝[注 8]（7回、長野1区）
  - 武正公一[注 9]（7回、比例北関東・埼玉1区）
  - 福田昭夫[注 10]（7回、栃木2区）
  - 岡島一正[注 11]（4回、比例南関東・千葉3区）
- 無所属
  - 松原仁[注 12]（9回、東京26区）
  - 吉良州司[注 13]（7回、大分1区）

参議院議員
- 立憲民主党
  - 田名部匡代[注 14]（2回・衆院3回、青森県）

元衆議院議員
- 自由党
  - 東祥三[注 15]（5回、東京15区）
  - 鈴木克昌[注 16]（5回、比例東海・愛知14区）
  - 古賀敬章[注 17]（2回、福岡4区）

- 民主党→民進党
  - 三井辨雄（4回、北海道2区）
  - 神風英男（3回、埼玉4区）
  - 中塚一宏（3回、神奈川12区）
  - 仲野博子（3回、比例北海道・北海道7区）
  - 橋本清仁（2回、宮城3区）
  - 中野譲[9]（2回、埼玉14区）
- 立憲民主党
  - 吉田泉[注 18]（5回、比例東北・福島5区）
  - 石川知裕[注 19]（3回、比例北海道・北海道11区）
  - 樋高剛[注 20]（3回、神奈川18区）
  - 村井宗明（3回、富山1区）
  - 梶原康弘[9][注 21]（2回、兵庫5区）
  - 渡辺浩一郎[注 22]（2回、比例東京）
- 国民民主党
  - 奥村展三（3回・参院1回、滋賀4区）
- 自由民主党
  - 糸川正晃[注 23]（2回、比例北陸信越・福井2区）
- 日本維新の会
  - 内山晃[注 24]（3回、千葉7区）
  - 中津川博郷[10]（3回、比例東京）
- 無所属・その他
  - 黄川田徹[注 25]（6回、岩手3区）
  - 西村眞悟[注 26]（6回、比例近畿・大阪17区）
  - 石関貴史[注 27]（4回、比例北関東・群馬2区）
  - 達増拓也（4回、岩手1区）
  - 太田和美[注 28]（3回、比例南関東・千葉8区）
  - 高山智司[注 29]（3回、埼玉15区）
  - 津島恭一[9]（3回、比例東北・青森4区）
  - 前田雄吉（3回、比例東海・愛知6区）
  - 小林憲司（2回、愛知7区）
  - 横山北斗[注 30]（2回、青森1区）
  - 若泉征三（2回、比例北陸信越）

元参議院議員
- 国民民主党
  - 広野允士[注 31]（2回・衆院1回、比例区）

#### 政治資金収支報告書の記載
「党費又は会費を納入した人の数」は、平成17年分政治資金収支報告書には31人、平成18年分政治資金収支報告書には33人、平成19年分政治資金収支報告書には33人、平成20年分政治資金収支報告書には33人、平成21年分政治資金収支報告書には46人、平成22年分政治資金収支報告書には45人と記載されている。
1. ↑  2014年2月に民主党除籍。その後の所属は自由民主党（二階派→無派閥→麻生派）。
2. ↑  2017年10月に民進党を離党。当会離脱後の所属は赤松G→近藤G。
3. ↑  2017年10月に民進党離党。無所属を経て2020年9月に入党。当会離脱後の所属は前原G→無派閥→小勝会。
4. ↑  2012年7月に民主党除籍。その後の所属は国民の生活が第一→日本未来の党→生活の党。2014年11月に復党。2017年10月に希望の党に合流。2018年5月、国民民主党に参加。2020年9月に入党。
5. ↑  2017年10月に希望の党に合流。2018年5月に国民民主党に不参加。無所属を経て2020年9月に入党。当会離脱後の所属は前原G→菅G・小勝会→ブリッジの会。
6. ↑  2012年7月に民主党除籍。その後の所属は国民の生活が第一→日本未来の党→生活の党→結いの党→維新の党→民進党（旧維新の党グループ・松野グループ）→希望の党→国民民主党→立憲民主党（ブリッジの会）。
7. ↑  当会離脱後の所属は細野派→旧細野グループ→階グループ。2017年10月に希望の党合流。2018年5月に国民民主党に参加するも、2019年5月に離党。無所属を経て2020年9月に入党。当会離脱後の所属は細野派→旧細野G→階G。
8. ↑  民進党を離党せず引き続き国民民主党に参加。2020年9月に入党。当会離脱後の所属は鹿野G→大畠G→旧大畠G・旧近藤G→無派閥。
9. ↑  2017年10月に希望の党に合流。2018年5月に国民民主党に不参加。その後の所属は立憲民主党→立憲民主党。当会離脱後の所属は野田グループ。
10. ↑  2018年5月に民進党を離党。その後の所属は旧立憲民主党→立憲民主党（泉G→田名部G・ブリッジの会）。
11. ↑  2012年7月に民主党除籍。その後の所属は国民の生活が第一→日本未来の党→生活の党→生活の党と山本太郎となかまたち→自由党→立憲民主党→立憲民主党。
12. ↑  2017年9月に民進党除籍。希望の党→無所属を経て2020年9月に立憲民主党に入党するが、2023年6月に離党。当会離脱後の所属は民社協会→無派閥。
13. ↑  グループ離脱後の所属は国軸の会→無派閥。2017年10月に希望の党に合流。2018年5月に国民民主党に参加。2021年11月に院内会派有志の会結成に参加。
14. ↑  民進党を離党せず引き続き国民民主党に参加。2020年9月に入党。当会離脱後の所属は鹿野G→大畠G→旧細野G→階G→泉G→田名部G。
15. ↑  2012年7月に民主党除籍。その後の所属は国民の生活が第一→日本未来の党→生活の党→生活の党と山本太郎となかまたち→自由党。
16. ↑  2012年7月に民主党除籍。その後は国民の生活が第一→日本未来の党→生活の党を経て2014年11月に復党。2018年2月に民進党離党。その後の所属は自由党。
17. ↑  2012年7月に民主党除籍。その後の所属は国民の生活が第一→日本未来の党。
18. ↑  2017年10月に希望の党に合流。
19. ↑  2010年2月に民主党離党。その後の所属は新党大地→無所属→民主党→民進党→無所属→立憲民主党。
20. ↑  2012年7月に民主党除籍。国民の生活が第一→日本未来の党→生活の党→生活の党と山本太郎となかまたち→自由党→希望の党→自由党を経て、2020年9月に入党。
21. ↑  2017年10月に希望の党に合流。2018年5月に国民民主党に不参加。無所属を経て2019年5月に入党。
22. ↑  2011年12月に民主党除籍。その後の所属は新党きづな→国民の生活が第一→日本未来の党→生活の党→生活の党と山本太郎となかまたち→自由党→国民民主党→立憲民主党。
23. ↑  民主党→自由民主党。
24. ↑  2011年12月に民主党除籍。新党きづな→国民の生活が第一→日本未来の党→新党大地→希望の党→国民民主党を経て、2020年9月に立憲民主党に入党するが、11月に離党。
25. ↑  小沢グループ離脱後の所属は細野派→旧細野グループ。2019年5月に国民民主党離党。その後の所属は旧立憲民主党。
26. ↑  2005年11月に民主党除籍。その後の所属は無所属→改革クラブ→無所属→たちあがれ日本→太陽の党→日本維新の会→無所属→太陽の党→次世代の党→日本のこころを大切にする党→日本のこころ。
27. ↑  2012年10月に民主党除籍。その後の所属は日本維新の会→維新の党→民進党（旧維新の党グループ→松野グループ）→希望の党→無所属。
28. ↑  2012年7月に民主党除籍。その後の所属は国民の生活が第一→日本未来の党→生活の党→維新の党→民進党（旧維新の党グループ→松野グループ）→希望の党→無所属→れいわ新選組→無所属。
29. ↑  2017年10月に希望の党に合流。
30. ↑  2012年7月に民主党除籍。その後の所属は国民の生活が第一→日本未来の党→生活の党→無所属。
31. ↑  2012年7月に民主党離党。その後の所属は国民の生活が第一→日本未来の党→生活の党→生活の党と山本太郎となかまたち→自由党→旧国民民主党。

## 北辰会
2010年（平成22年）11月25日に小沢を支持する当選1回の衆議院議員を中心に結成された。既に存在していた一新会倶楽部を改編した組織で、一新会と同じく毎週木曜日に定例会を開いた。

### 所属していた国会議員一覧

#### 衆議院議員
- 立憲民主党
  - 岡島一正[注 1]（4回、比例南関東・千葉3区）
  - 近藤和也[注 2]（4回、石川3区）
- 日本維新の会
  - 杉本和巳[注 3]（5回、比例東海・愛知10区）
  - 空本誠喜[注 4]（3回、広島4区）

参議院議員
- 日本維新の会
  - 石井章[注 5]（1回・衆院1回、比例区）

#### 元衆議院議員
- 自由党
  - 相原史乃[注 6]（1回、比例南関東）
  - 大谷啓[注 7]（1回、大阪15区）
  - 菊池長右ェ門[注 8]（1回、比例東北）†
  - 京野公子[注 9]（1回、秋田3区）
  - 小林正枝[注 10]（1回、比例東海）
  - 菅川洋[注 11]（1回、比例中国・広島1区）
- 日本未来の党
  - 大山昌宏[注 12]（1回、比例東海）
  - 加藤学[注 13]（1回、長野5区）
  - 中後淳[注 14]（1回、比例南関東・千葉12区）
  - 福嶋健一郎[注 15]（1回、熊本2区）
  - 三輪信昭[注 16]（1回、比例東海）
- 民進党
  - 中塚一宏（3回、神奈川12区）
  - 橋本清仁（2回、宮城3区）
  - 高橋昭一（1回、兵庫4区）
- 希望の党
  - 畑浩治[注 17]（2回、岩手2区）

- 立憲民主党
  - 樋高剛[注 18]（3回、神奈川18区）
  - 村上史好[注 19]（3回、比例近畿・大阪6区）
  - 梶原康弘[注 20]（2回、兵庫5区）
  - 石原洋三郎[注 21]（1回、福島1区）
  - 川島智太郎[注 22]（1回、比例東京）
  - 木村剛司[12][注 23]（1回、東京14区）
  - 黒田雄[注 24]（1回、千葉2区）
  - 萩原仁[注 25]（1回、大阪2区）
  - 森本和義[注 26]（1回、愛知15区）
- 自由民主党
  - 長尾敬[注 27]（3回、大阪14区）
- 無所属・その他
  - 玉城デニー[注 28]（4回、沖縄3区）
  - 本村賢太郎[注 29]（3回、比例南関東・神奈川14区）
  - 笠原多見子[注 30]（1回、比例東海）
  - 坂口岳洋（1回、山梨2区）
  - 柴橋正直（1回、岐阜1区）
  - 田中美絵子[注 31]（1回、比例北陸信越・石川2区→東京15区）
  - 中野渡詔子[注 32]（1回、比例東北・青森2区）
  - 橋本博明（1回、広島3区）
  - 平山泰朗[13][注 33]（1回、東京13区）

#### 政治資金収支報告書の記載
「党費又は会費を納入した人の数」は、平成22年分政治資金収支報告書には24人と記載されている。
1. ↑  2012年7月に民主党除籍。その後の所属は国民の生活が第一→日本未来の党→生活の党→生活の党と山本太郎となかまたち→自由党→立憲民主党→立憲民主党。
2. ↑  2017年10月に希望の党に合流。
3. ↑  2012年10月に民主党除籍。その後の所属はみんなの党→無所属→おおさか維新の会→日本維新の会。
4. ↑  2017年10月5日より日本維新の会の公認を得る。
5. ↑  2012年7月に民主党除籍。その後の所属は国民の生活が第一→日本未来の党→日本維新の会→維新の党→おおさか維新の会→日本維新の会。
6. ↑  2012年7月に民主党除籍。その後の所属は国民の生活が第一→日本未来の党→生活の党。
7. ↑  2012年7月に民主党除籍。その後の所属は国民の生活が第一→日本未来の党→生活の党→生活の党と山本太郎となかまたち→自由党。
8. ↑  2012年7月に民主党除籍。その後の所属は国民の生活が第一→日本未来の党→生活の党→生活の党と山本太郎となかまたち→自由党。
9. ↑  2012年7月に民主党除籍。その後の所属は国民の生活が第一→日本未来の党→生活の党→生活の党と山本太郎となかまたち→自由党。
10. ↑  2011年12月に民主党除籍。その後の所属は新党きづな→国民の生活が第一→日本未来の党→生活の党→生活の党と山本太郎となかまたち→自由党。
11. ↑  2012年7月に民主党除籍。その後の所属は国民の生活が第一→日本未来の党→生活の党→生活の党と山本太郎となかまたち→自由党。
12. ↑  2012年7月に民主党除籍。その後の所属は国民の生活が第一→日本未来の党
13. ↑  2012年7月に民主党除籍。その後の所属は国民の生活が第一→日本未来の党。
14. ↑  2011年12月に民主党除籍。その後の所属は新党きづな→国民の生活が第一→日本未来の党。
15. ↑  2012年7月に民主党除籍。その後の所属は国民の生活が第一→日本未来の党。
16. ↑  2011年12月に民主党除籍。その後の所属は新党きづな→国民の生活が第一→日本未来の党。
17. ↑  2012年7月に民主党除籍。その後の所属は国民の生活が第一→日本未来の党→生活の党→生活の党と山本太郎となかまたち→民進党→希望の党。
18. ↑  2012年7月に民主党除籍。その後の所属は国民の生活が第一→日本未来の党→生活の党→生活の党と山本太郎となかまたち→自由党→希望の党→自由党→立憲民主党。
19. ↑  2012年7月に民主党除籍。その後の所属は国民の生活が第一→日本未来の党→生活の党→生活の党と山本太郎となかまたち→自由党→立憲民主党→立憲民主党。
20. ↑  2017年10月に希望の党に合流。2018年5月に国民民主党に不参加。無所属を経て2019年5月に入党。
21. ↑  2012年7月に民主党除籍。その後の所属は国民の生活が第一→日本未来の党→みんなの党→無所属→民進党→旧国民民主党→立憲民主党。
22. ↑  2012年7月に民主党除籍。その後の所属は国民の生活が第一→日本未来の党→生活の党→生活の党と山本太郎となかまたち→自由党→旧国民民主党→立憲民主党。
23. ↑  2012年7月に民主党除籍。その後の所属は国民の生活が第一→日本未来の党→生活の党。2014年11月に復党。2016年に再び離党し日本維新の会→立憲民主党
24. ↑  2012年7月に民主党除籍。その後の所属は国民の生活が第一→日本未来の党→生活の党→生活の党と山本太郎となかまたち→自由党。
25. ↑  2012年7月に民主党除籍。その後の所属は国民の生活が第一→日本未来の党→新党大地→無所属→国民民主党→立憲民主党。
26. ↑  2017年10月に希望の党に合流。その後の所属は国民民主党→立憲民主党。
27. ↑  2012年11月に民主党除籍。その後の所属は自由民主党。
28. ↑  2012年7月に民主党除籍。その後の所属は国民の生活が第一→日本未来の党→生活の党→生活の党と山本太郎となかまたち→自由党→無所属。
29. ↑  2017年10月に希望の党に合流。2018年5月に国民民主党に不参加。
30. ↑  2012年7月に民主党除籍。その後の所属は国民の生活が第一→日本未来の党→無所属。
31. ↑  2017年10月に希望の党に合流。2018年5月に国民民主党に不参加。その後の所属は無所属。
32. ↑  2012年7月に民主党除籍。その後の所属は国民の生活が第一→日本未来の党→維新の党。
33. ↑  2012年5月に民主党離党。その後の所属は国民新党→減税日本・反TPP・脱原発を実現する党。

## 木曜会
2010年（平成22年）11月11日に小沢を支持する参議院議員を中心に結成された。

### 役員
| 会長         |
| ------------ |
| （田中直紀） |

### 離党、脱会した議員
元参議院議員
- 立憲民主党
  - 姫井由美子[注 2]（1回、岡山県）
- 日本維新の会
  - 外山斎[注 3]（1回、宮崎県）
- 無所属・その他
  - 田中直紀[注 4]（3回・衆院3回、新潟県）
  - 谷岡郁子[注 5]（1回、愛知県）
  - 川上義博[注 6]（1回、鳥取県）
  - 大久保潔重（1回、長崎県）

1. ↑  元職の国会議員。
2. ↑  2012年7月に民主党離党。その後の所属は国民の生活が第一→日本未来の党→生活の党→生活の党と山本太郎となかまたち→自由党→旧国民民主党→立憲民主党。
3. ↑  2012年7月に民主党離党。その後の所属は国民の生活が第一→日本未来の党→維新の党→おおさか維新の会→日本維新の会→希望の党→無所属→日本維新の会。
4. ↑  2016年9月に民進党離党。その後の所属は無所属。
5. ↑  2012年7月に民主党離党。その後の所属はみどりの風。
6. ↑  2013年12月に民主党離党。その後の所属は無所属。

## 新しい政策研究会
一新会、北辰会、木曜会の3派合同の勉強会として発足。複数の政党の議員が参加する超党派の形となった。2011年（平成23年）12月21日の初会合には106名が出席している。
2012年12月の第46回衆議院議員総選挙と2013年7月の第23回参議院議員通常選挙でほとんどの所属議員が落選した。

## 一清会
小沢グループ所属議員の民主党離党・除籍以降、系列議員は複数の政党に分かれていたが、2020年立憲民主党に結集、2023年グループ幹部の牧義夫と野間健を中心に党内グループとして結成された。